# 比比列沃区
比比列沃区（俄語：район Бибирево）是莫斯科东北行政区的一区，面积6.45平方公里，人口158,797人。阿尔图菲耶沃站和比比列沃站在该区内。它与南梅德韦德科沃区、北梅德韦德科沃区、利亚诺佐沃区和阿尔图菲耶沃区接壤。